# Шпильман, Якоб Рейнгольд
Якоб Рейнгольд Шпильман (1722—1783) — немецко-французский врач и химик.

## Биография
В 1755 году назначен профессором на медицинском факультете страсбургского университета, в 1759 году — профессором по химии, фармакогнозии и ботанике на том же факультете. Почетный член СПб. АН (1764).
Напечатал: «Institutiones chemicae praelectionibus academicis accommodatae» (Страсбург, 1763, 1766; французский перевод, П., 1770; немецкий перевод, Дрезден, 1783); «Institutiones materiae medicae» (Страсбург, 1774, 1784). Последний труд издан был в немецком переводе в 1785 году, под заглавием «Anleitung zur Kenntniss der Arzneimittel zum Gebrauche der Vorlesungen» (Страсбург).
Ряд небольших химико-физиологических работ Шпильмана о молоке, моче, желчи, анализах различных минеральных вод и т. п. напечатан под заглавием «Kleine prakt. med. u. chemische Schriften» (Лейпциг, 1786).